# Good Hope (Botswana)
Good Hope – wieś w Botswanie w dystrykcie Southern. Według spisu ludności z 2011 roku wieś liczyła 6362 mieszkańców.